# اینو تام
اینو تام (استونیایی: Eino Tamm؛ زادهٔ ۲۰ نوامبر ۱۹۵۱) حقوقدان، سیاستمدار و نماینده سابق مجلس اهل استونی است.